# Luis Cardoza y Aragón
Œuvres principales
- Maëlstrom (1926)
- Fez, ciudad santa de los árabes (1927)
- Guatemala las líneas de su mano (1955)
- Poesías completas y algunas prosas (1977)

Luis Cardoza y Aragón, né le 21 juin 1904 à Antigua Guatemala (Guatemala) et mort le 4 septembre 1992  à Mexico (Mexique), est un poète, essayiste, critique d'art, éditeur et diplomate guatémaltèque.
Avec une production importante, en particulier pour ses critiques d'art et sa poésie, il est l'un des intellectuels les plus importants du XXe siècle au Guatemala,, en particulier pour ses critiques du muralisme mexicain ; il est toute sa vie un activiste contre la dictature de Manuel José Estrada Cabrera. Il passe une grande partie de sa vie au Mexique, en exil pour raisons politiques.
Le prix Nobel de littérature Octavio Paz dit de lui : « Nous avons entendu Cardoza défendre la poésie, non pas comme une activité au service de la Révolution, mais comme l'expression de la perpétuelle subversion humaine. Cardoza était le pont entre l'avant-garde et les poètes de mon âge. Un pont tendu non pas entre deux rives, mais entre deux oppositions. »

## Biographie
Très jeune, il exprime une certaine inclination pour la littérature. Il part étudier aux États-Unis et en France, où il est contemporain d'autres grands écrivains et poètes sudaméricains, tels que César Vallejo, Jorge Luis Borges et Pablo Neruda, et où il est séduit par le mouvement surréaliste, auquel il participe lui aussi et où il écrit son premier livre, Luna Park en 1923. Deux ans plus tard, il présente un livre de contes, Maelstrom.
En 1927, il part au Maroc, où il écrit Fez, ciudad santa de los árabes, des chroniques publiées pour la première fois à Cuba et que reprendra en 1992 le magazine mexicain Nexos. Une partie des poésies du recueil Torre de Babel est publiée dans le magazine Contemporáneos en 1928, magazine qui est la plateforme du groupe intellectuel mexicain Los Contemporáneos (es).
En 1932, il part au Mexique, où il vit en exil jusqu'en 1944 : il part alors travailler avec le mouvement révolutionnaire et triomphe lors de la Révolution d'octobre (es) et de la chute de la dictature de Jorge Ubico Castañeda qui mène aux « dix ans de printemps », dix ans de démocratie ; il est alors élu membre de l'Assemblée constituante. Son œuvre, Guatemala, las líneas de su mano, retrace cette aventure. Alors qu'Juan José Arévalo est désormais au pouvoir, Cardoza y Aragón est désigné ambassadeur du Guatemala en Norvège, Suède, France et URSS, en résidant à Moscou. Quelques années plus tard, il est transféré en Colombie, où il rencontre Lya Kostakowski, avec qui il a une relation amoureuse,.
Lors de sa carrière de fonctionnaire, il est également consul général du Guatemala à La Havane (Cuba), à New York (États-Unis) et au Chili. La plupart de ses essais sont publiés entre 1936 et 1944, dans le journal mexicain El Nacional, où il collabore avec l'écrivain mexicain Fernando Benítez (es). Il travaille pendant plus de 10 ans avec Xavier Villaurrutia sur le catalogue de la peinture européenne de l' Escuela Nacional de Artes Plásticas (es) et accueille son ami français Antonin Artaud. Il fonde et dirige La Revista de Guatemala, un magazine d'art et de culture et un support à la libre-pensée — ce qui est rare à cette époque — qui sera censurée lors de l'arrivée au pouvoir de Carlos Castillo Armas, puis victime d'autodafé car accusée de « propagande communiste ». Il fonde par ailleurs le Movimiento Guatemalteco por la Paz et organise la Casa de la Cultura au Guatemala,.
Entre 1955 et 1962, il est membre du comité commanditaire de la revue littéraire colombienne Mito, aux côtés de Vicente Aleixandre, Carlos Drummond de Andrade, León de Greiff, Octavio Paz et Alfonso Reyes.
En 1952, il rentre au Guatemala et, avant la chute de la junte militaire de Jacobo Arbenz Guzmán, décide de retourner au Mexique pour y vivre jusqu'à sa mort. Il travaille alors comme collaborateur pour le journal El Nacional et publie son œuvre phare : Guatemala, las líneas de su mano en 1955.
Après la contre-révolution de 1954, il refuse toute invitation de retour au Guatemala tant qu'il n'y a pas un climat politique et social qui respecte les droits de l'homme. Son opposition et ses critiques aux dictatures militaires font que de toutes façons il ne peut rentrer au Guatemala : revenir reviendrait à aller en prison, être torturé et probablement tué, comme c'est arrivé à d'autres intellectuels guatémaltèques, lors de la période la plus brutale de répression de l'État. Au début des années 1980, le dictateur militaire Fernando Romeo Lucas García l'accuse publiquement d'être le leader intellectuel des mouvements d'insurgés du Guatemala et l'accuse de diriger des guérillas communistes, ce qui est passible de la peine capitale, à l'époque.
Il ne cédera pas, jusqu'à sa mort à Mexico le 4 septembre 1992. Il est enterré aux côtés de sa femme, Lya Kostakowsky, morte en 1988. Ses restes sont incinérés et ses cendres sont lancées au vent au-dessus de la Sierra del Ajuzco, près de Cuernavaca (Mexique), devant cinq personnes.

## Œuvre
Son œuvre, basée sur une très forte base philosophique, possède une portée doctrinaire et idéologique de grande importance pour comprendre l'histoire du Guatemala.

### Poésie
Sa poésie, difficile à lire, étudie en profondeur la condition humaine : Luna Park (1923) décrit la Berlin de la post-guerre, révèle la sensation de se lever au milieu des ruines, du besoin de secouer le passé, et où la machine et l'homme se rencontrent avec émotion pour préparer une nouvelle ère.
Au Mexique, Cardoza possède une expérience de première main de l'avant-garde européenne. Ses poèmes réunissent deux concepts que Efraín Huerta (es) et Octavio Paz définissent comme « méconnaissables, mais inséparables » : la vision et la subversion ; la rébellion et la révélation. Selon Octavio Paz, l'activité de Cardoza y Aragón est isolée et marginale, et donc décisive — à la fois proche des Contemporáneos (es) d'un point de vue artistique, et des écrivains et artistes qui fondent la LEAR (Liga de Escritores y Artistas Revolucionarios) d'un point de vue plus politique. Il utilise un langage poétique mûr et propre, avec quelque influence ultraïste
Ses œuvres poétiques les plus remarquables sont Maëlstrom (1926), Pequeña sinfonía del Nuevo Mundo (1948), Dibujos de ciego (1969) et Poesías completas y algunas prosas (1977).
Œuvres principales
- Maëlstrom (1926)
- La torre de Babel (1930)
- Espuma de Agujas (1937)
- El sonámbulo (1937)
- Pequeños Poemas (1945)
- Pequeña sinfonía del Nuevo Mundo (1948)
- Arte poética (1960)
- Dibujos de ciego (1969)
- Quinta estación - Obra Poética (1972)
- Poesías completas y algunas prosas (1977)
- Poesía (1992)

### Prose
Le livre Guatemala, las líneas de su mano (1955) est considéré comme son œuvre de maturité : il y fait un portrait sans concession du Guatemala et des Guatémaltèques et exprime les préoccupations existentielles et affectives, accentuées par son mal du pays.
Parmi ses critiques d'art les plus importantes se trouvent Carlos Mérida (sur Carlos Mérida, 1927), Rufino Tamayo (sur Rufino Tamayo, 1934) et Pintura mexicana contemporánea (1953). Autres essais remarquables : La revolución guatemalteca (1955), El río (1986), Fez, ciudad santa de los árabes (1926) et Retorno al futuro (1948).
Œuvres principales
- Fez, ciudad santa de los árabes (1927)
- Carlos Mérida (1927)
- Rufino Tamayo (1934)
- La nube y el reloj (1940)
- Apolo y Coatlicue (1944)
- Pequeña sinfonía del nuevo mundo (1948)
- Retorno al futuro, Moscú (1946)
- Pintura mexicana contemporánea (1953)
- Guatemala, las líneas de su mano (1955)
- La Revolución guatemalteca (1955)
- Para deletrear los nombres de los colores (1969)
- Quinta estación (1972)
- Círculos concentricos (1980)
- El río, novelas de caballería (1986)
- Tierra de belleza convulsiva (1991)
- Miguel Ángel Asturias casi novela (1991)

## Prix et reconnaissance

### Prix et décorations reçues
Cardoza y Aragón a été primé à de nombreuses occasions, aussi bien avec des prix littéraires qu'avec des condécorations officielles, :
- Reçoit le grade Emeritisimum de la Faculté de Lettres de l'Université de San Carlos (1970)
- Orden de Diego de Porres, remis par le Consejo Nacional para la protección de Antigua Guatemala (1970)
- Quetzal de jade, remis par l' Asociación de Periodistas de Guatemala (1978)
- Orden del Águila Azteca, remis par le gouvernement du Mexique (1979)
- Orden de la Independencia Cultural Ruben Darío, remis par le gouvernement du Nicaragua (1986)
- Premio Mazatlán de Literatura (es), pour Miguel Angel Asturias casi novela (1992)
- Docteur Honoris Causa de l'Université de San Carlos (1992)

### Legs et reconnaissance
Dans le quartier Condesa de Mexico, le Centre culturel Bella Época accueille une exposition permanente des œuvres de Luis Cardoza y Aragón.
Organisé par l'Ambassade du Mexique au Guatemala, le Fondo de Cultura Económica et le gouvernement du Guatemala, le Concours de Poésie Mésoaméricaine « Luis Cardoza y Aragón » est organisé tous les ans pour récompenser un poète mésoaméricain.